# Gare de Flez-Cuzy - Tannay
La gare de Flez-Cuzy - Tannay est une gare ferroviaire française de la ligne de Clamecy à Gilly-sur-Loire, située sur la commune de Tannay à 1,5 km du bourg, près de la commune de Flez-Cuzy, dans le département de la Nièvre en région Bourgogne-Franche-Comté. 
Flez-Cuzy - Tannay est une halte de la Société nationale des chemins de fer français (SNCF), elle est desservie par des trains express régionaux de Bourgogne-Franche-Comté (TER Bourgogne-Franche-Comté).

## Situation ferroviaire
Établie à 172 m d'altitude, la gare de Flez-Cuzy - Tannay est située au point kilométrique (PK) 244,504 (à 172 m d'altitude) de la ligne de Clamecy à Gilly-sur-Loire, entre les gares ouvertes de Clamecy et Corbigny.

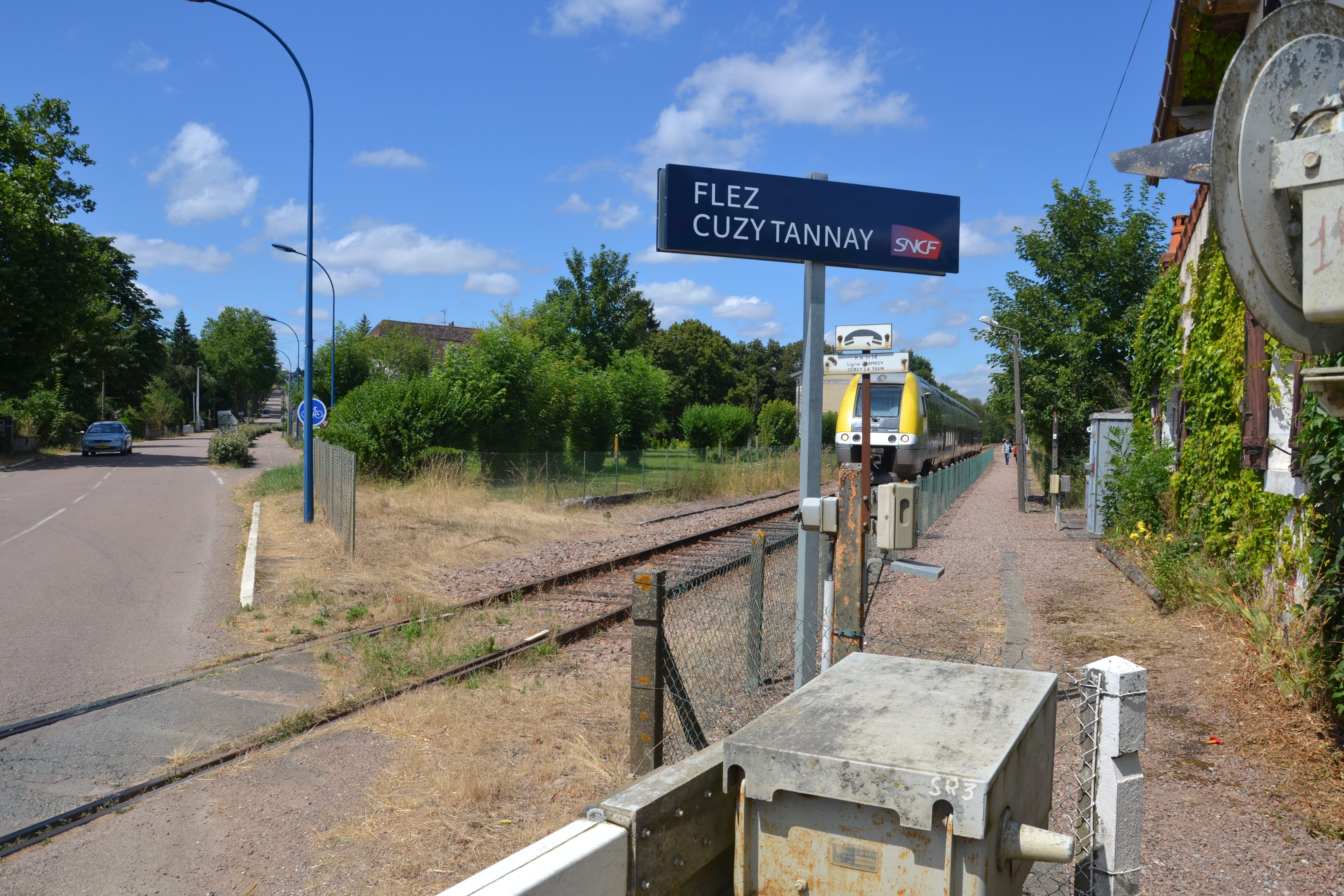
Entrée du quai et du point d'arrêt

## Histoire
La gare est inaugurée en 1872.

## Service des voyageurs

### Accueil
Halte SNCF c'est un point d'arrêt non géré (PANG), disposant de deux quais avec abris.

### Desserte
Flez-Cuzy - Tannay est desservie par des trains TER Bourgogne-Franche-Comté qui circulent sur la ligne Corbigny - Auxerre - Paris-Bercy.  

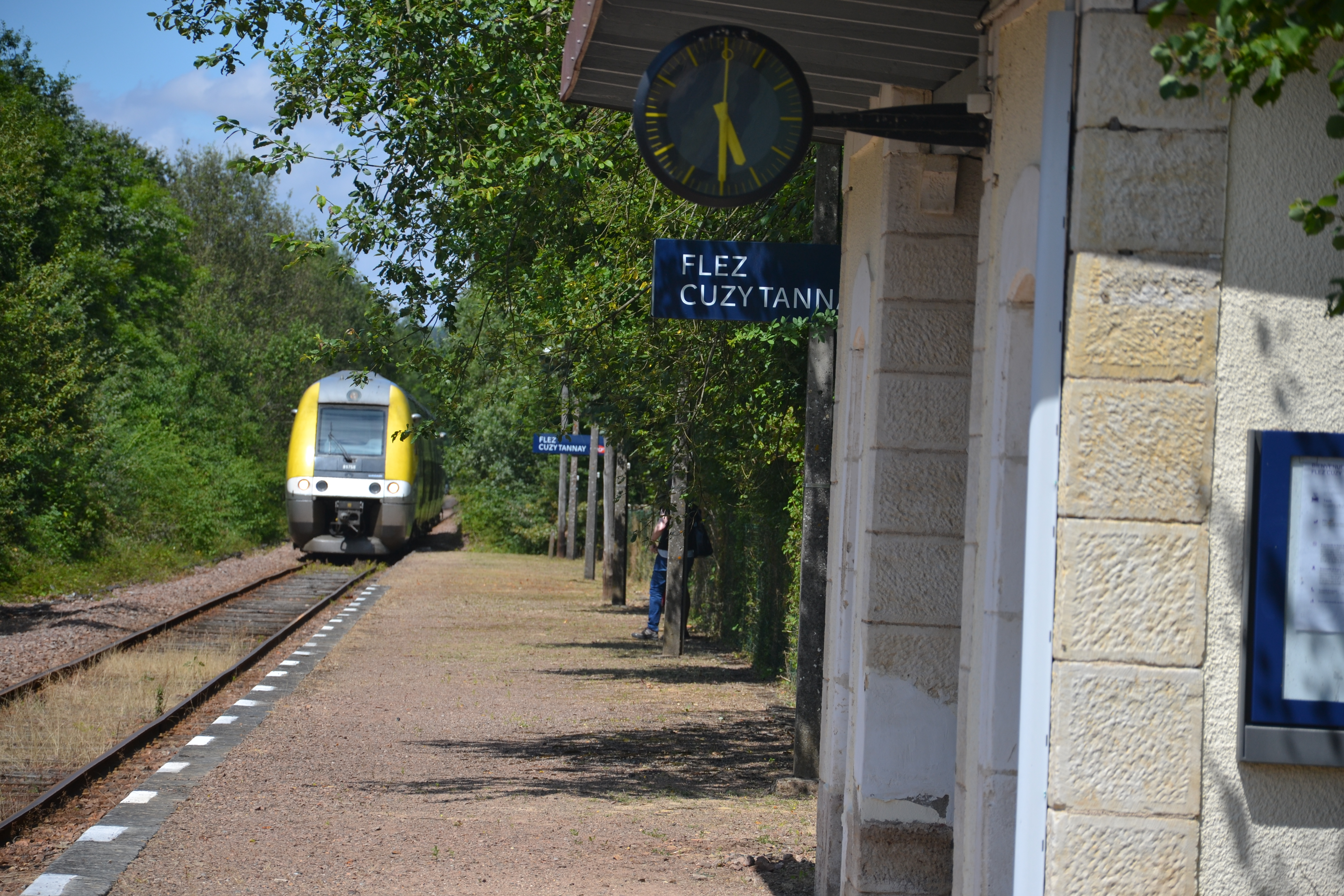
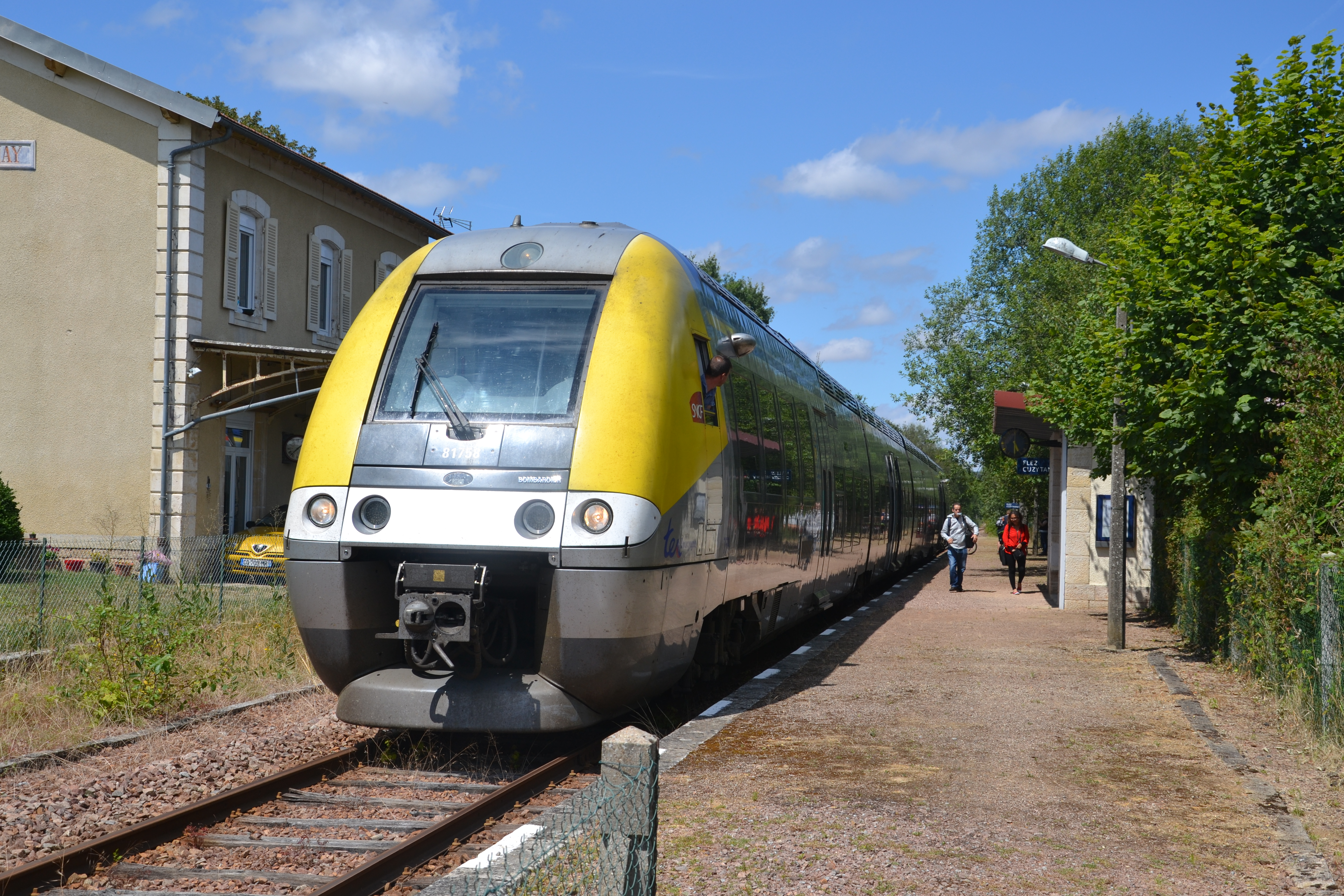
Le TER N° 861 325 marque l'arrêt